# Kanton Montfort-l'Amaury
Kanton Montfort-l'Amaury is een voormalig kanton van het Franse departement Yvelines. Het kanton maakte deel uit van het arrondissement Rambouillet. Het werd opgeheven bij decreet van 21 februari 2014 met uitwerking op 22 maart 2015.

## Gemeenten
Het kanton Montfort-l'Amaury omvatte de volgende gemeenten:
- Auteuil
- Autouillet
- Bazoches-sur-Guyonne
- Béhoust
- Beynes
- Boissy-sans-Avoir
- Flexanville
- Galluis
- Garancières
- Goupillières
- Grosrouvre
- Jouars-Pontchartrain
- Marcq
- Mareil-le-Guyon
- Méré
- Les Mesnuls
- Millemont
- Montfort-l'Amaury (hoofdplaats)
- Neauphle-le-Château
- Neauphle-le-Vieux
- La Queue-les-Yvelines
- Saint-Germain-de-la-Grange
- Saint-Rémy-l'Honoré
- Saulx-Marchais
- Thoiry
- Le Tremblay-sur-Mauldre
- Vicq
- Villiers-le-Mahieu
- Villiers-Saint-Fréderic